# Épirubicine

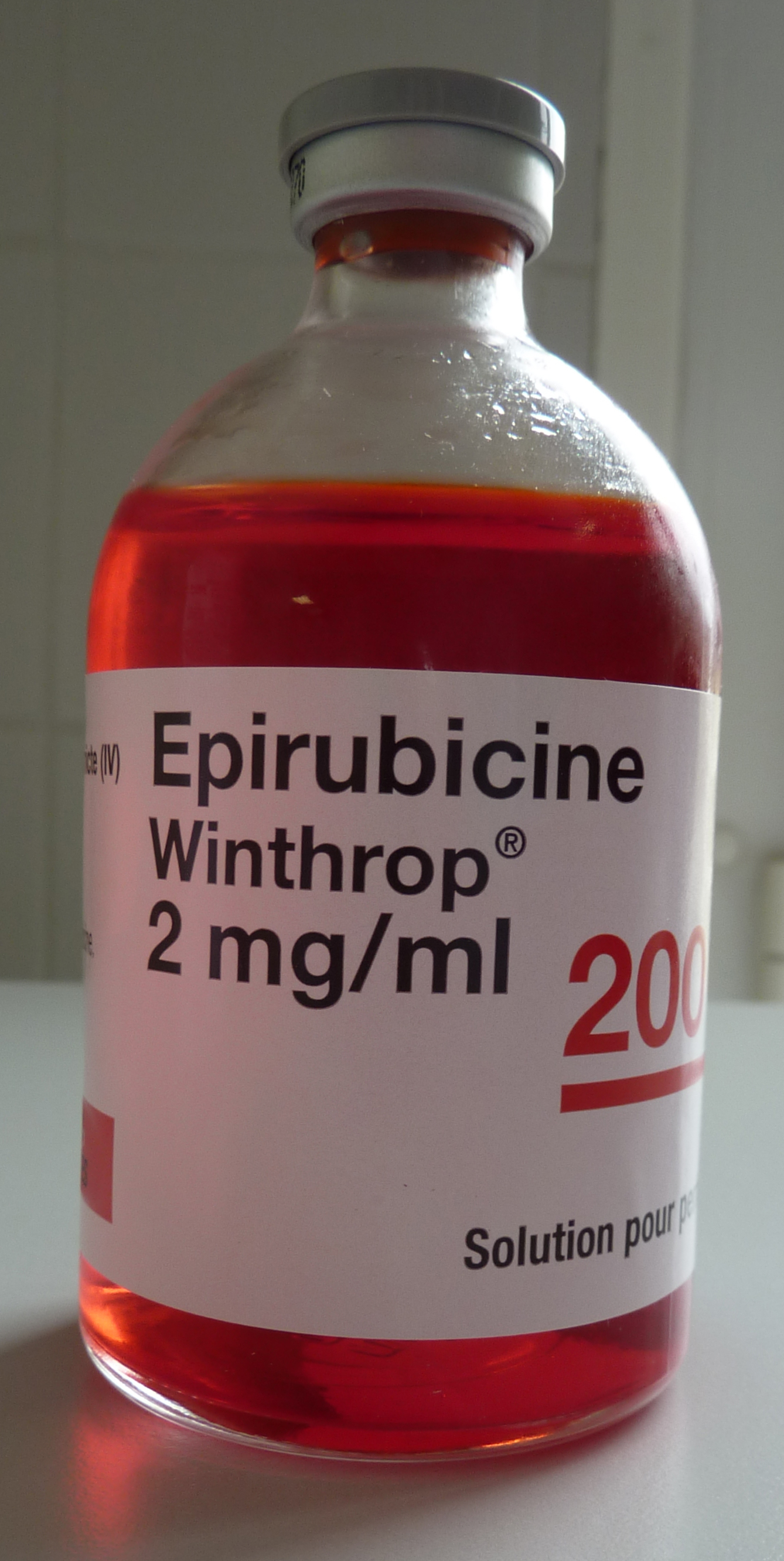
épirubicine.

L'épirubicine est une chimiothérapie de la famille des anthracyclines utilisé dans le traitement des cancers. Il s'agit d'un isomère de la doxorubicine (4'-épidoxorubicine) qui se caractérise par la perte d'une partie de la cardiotoxicité.
Cette molécule agit comme intercalant de l'ADN.

## Origine
L'épirubicine est obtenue par transformation chimique d'une substance produite par certaines souches de Streptomyces peucetius.

## Effets secondaires
Une étude de 2015 montre que 18 ans après un traitement du cancer du sein, les patientes sous chimiothérapie à base d’épirubicine et cyclophosphamide ont plus de risques d’être atteintes d’insuffisance cardiaque congestive, de présenter une fréquence cardiaque significativement plus élevée, un nombre nettement plus élevé d’échocardiographies anormales et une fraction d’éjection ventriculaire gauche significativement plus basse par rapport aux patientes traitées par la combinaison cyclophosphamide, méthotrexate et fluorouracile